# Alexandru Dandea
Alexandru Adrian Dandea (ur. 23 stycznia 1988 w Drăgășani) – rumuński piłkarz grający na pozycji obrońcy. Od 2023 roku zawodnik FC Brașov.

## Kariera piłkarska

### Kariera klubowa
W 2005 rozpoczął karierę piłkarską w klubie Râmnicu Vâlcea, występującym w League II. W 2008 roku został wypożyczony do FC Seso Câmpia Turzii, w którym grał przez rok. Latem 2012 roku przeszedł do CS Turnu Severin. Podczas przerwy zimowej sezonu 2012/13 został zaproszony do FC Dinamo Bukareszt. W lipcu 2013 został piłkarzem ukraińskiej Howerły Użhorod. W lipcu 2014 przez sytuację polityczną na Ukrainie anulował kontrakt z Howerłą. W 2015 najpierw grał w Metalulu Reșița, a następnie przeszedł do klubu Astra Giurgiu.